# Aramida
La palabra aramida es una abreviación del término «aromatic polyamide» (poliamida aromática); y designa una categoría de fibra sintética, robusta y resistente al calor. Las aramidas se utilizan para fines militares, como pueden ser compuestos balísticos o protecciones personales, en el campo aeroespacial; y también en la industria neumática, en actuadores modernos llamados músculos neumáticos. Las cadenas moleculares de las fibras de aramida están altamente orientadas en el eje longitudinal, lo que permite aprovechar la fuerza de sus uniones químicas para usos industriales.

## Definiciones
La fibra aramida se define como una fibra en la que la sustancia que la forma es una cadena sintética poliamida en la que al menos el 85% de los grupos amidas están directamente relacionados con 2 grupos aromáticos. Hidrocarburo aromático, representa los grupos químicos del tipo benceno.

## Características de las fibras de aramida

### Generales
1. Sensible al ultravioleta.
2. Buena resistencia a choques, a la abrasión, a los disolventes orgánicos y al calor.
3. Sensible a la humedad.
4. Color amarillo.

### Paramidas
Las paramidas son:
- Kevlar
- Technora
- Twaron
- Heracron

Sus características principales:
- Las fibras de para-aramida, proporcionan excelentes propiedades de resistencia-peso.
- Alto módulo de Young.
- Alta tenacidad.
- Baja fluencia.
- Bajo alargamiento a la rotura (~ 3,5%).
- Dificultad de teñir - generalmente solución teñida.

## Aplicaciones industriales
- Tejido usado en la construcción Aeronáutica.
- Tejido usado en la construcción naval.
- Tejido usado en la construcción de material de escalada y alpinismo.
- Refuerzo mecánico en sogas y cables eléctricos y de fibra óptica.
- Fibra usada para tablas de Skateboarding.
- Equipos de sonido profesional.
- Equipos de protección contra incendios.